# Macrodiplax balteata
Macrodiplax balteata är en trollsländeart som först beskrevs av Hagen 1861.  Macrodiplax balteata ingår i släktet Macrodiplax och familjen segeltrollsländor. Inga underarter finns listade i Catalogue of Life.

## Bildgalleri

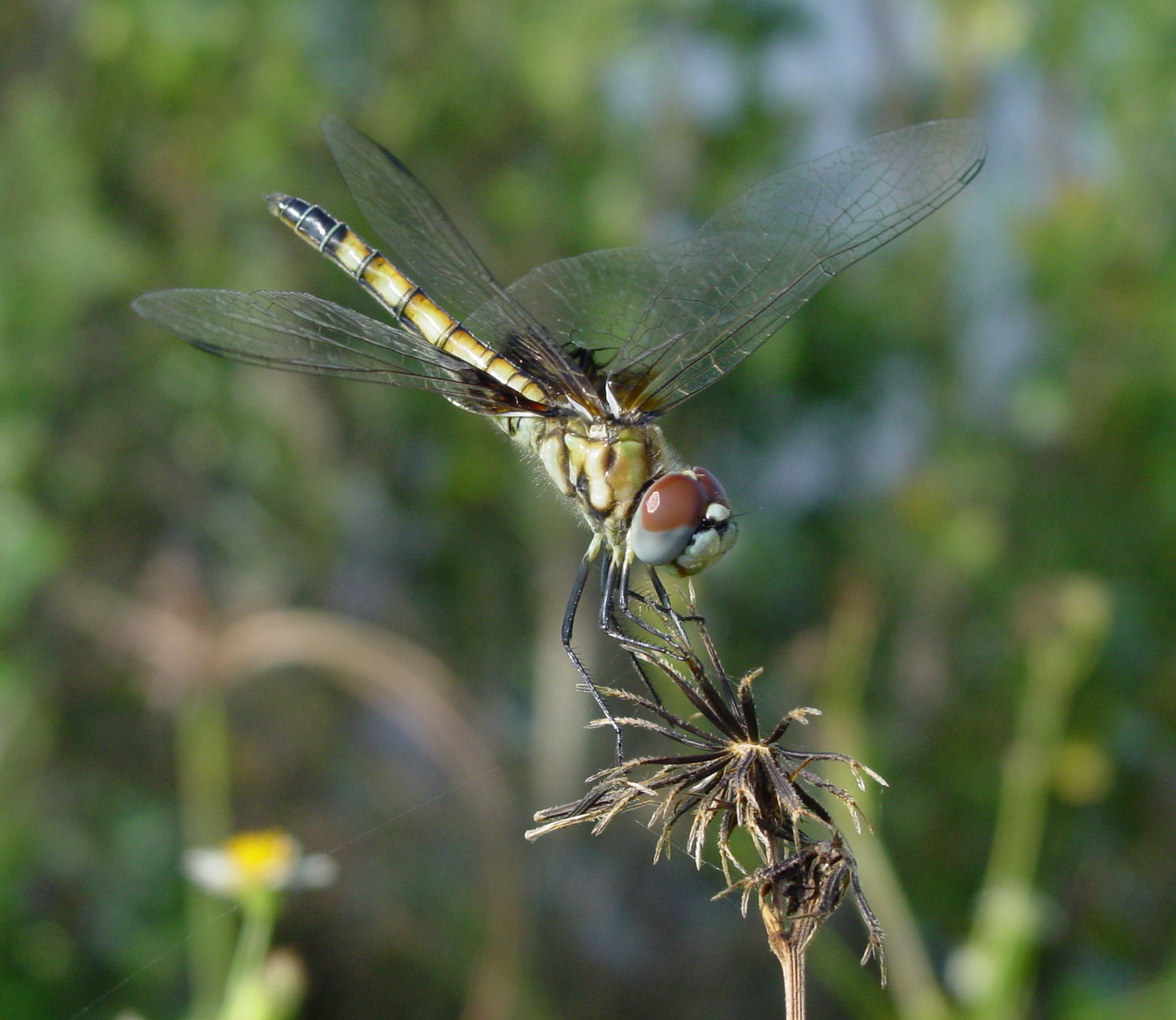